# تئو هاچ‌کرافت
تئو هاچ‌کرافت (انگلیسی: Theo Hutchcraft؛ زادهٔ ۳۰ اوت ۱۹۸۶) موسیقی‌دان اهل بریتانیا است. علت شهرت وی به خاطر خوانندگی در گروه موسیقی دونفره سبک سینث‌پاپ با نام هرتز است